# Гравировка стекла

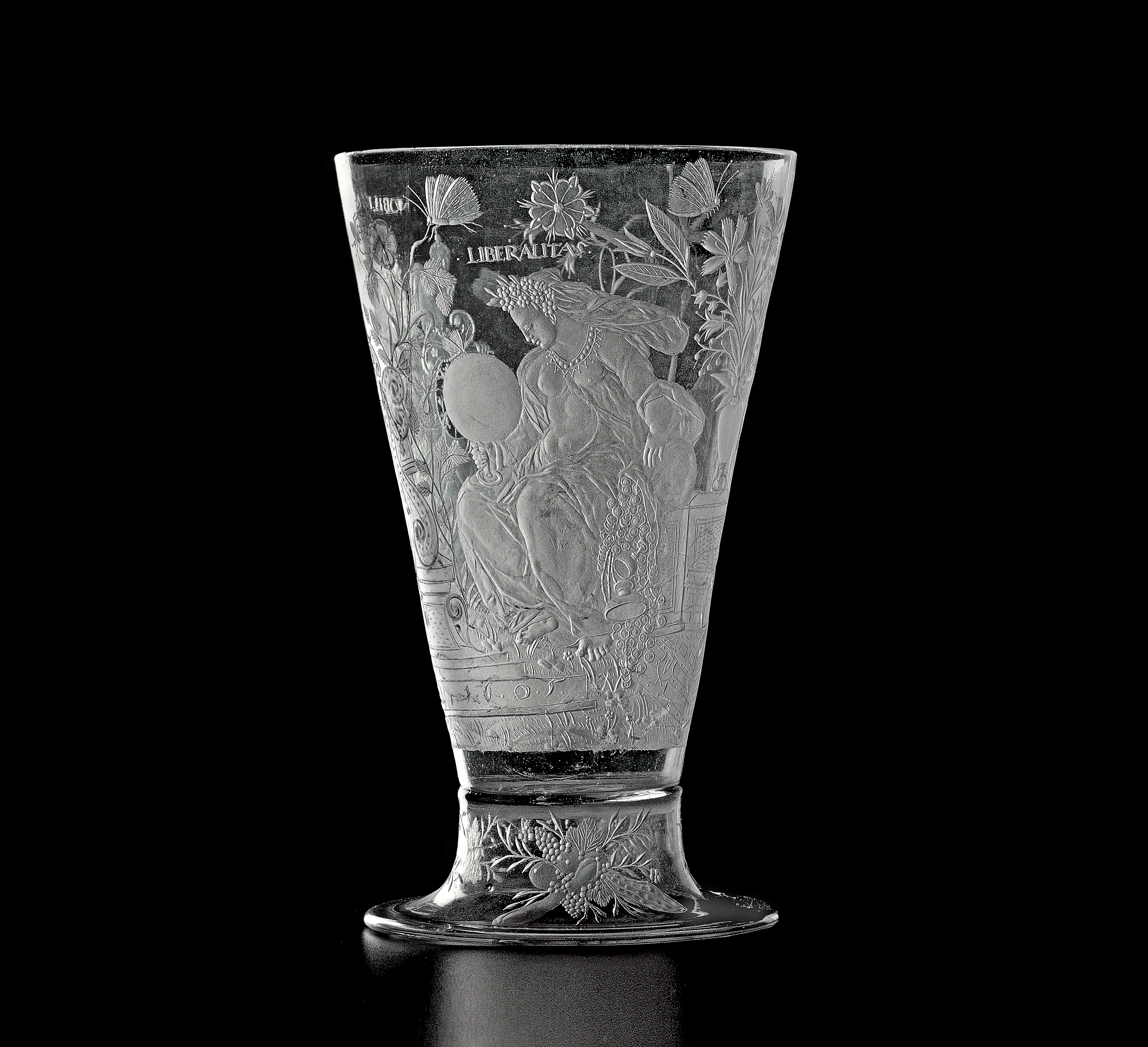
К. Леман. Императорский кубок. 1605. Стекло, гравировка. Надписи: Nobilitas, Caritas, Liberalitas (Благородство, Великодушие, Милосердие). Художественно-промышленный музей, Прага

Гравировка стекла (от нем. gravieren, фр. graver — резать, вырезать на чём-либо) — нанесение углублённого рисунка, надписи, орнамента, ручным или механическим способом на поверхность стекла. Понятие гравировки следует отличать от гравирова́ния, под которым подразумевают способ, процесс и технику обработки печатной формы для гравюры. Понятие «гравирование» применяют к области станко́вого искусства, а «гравировку» — в отношении изделий ювелирного и декоративно-прикладного искусства.. Гравировку также следует отличать от гранения, или глубокой огранки (так называемая «алмазная грань»), шлифования, пескоструйной обработки (под давлением воздуха, создающей на поверхности матовый рисунок), химического воздействия (травления).

## История
Гравировка по стеклу применялась в античности аналогично технике гравировки по горному хрусталю и твёрдому камню: на станке, подобном токарному, но с лучковым приводом, медным колёсиком с абразивом из смеси масла и алмазной пыли либо корунда. Такая техника позволяла создавать тончайший матовый рисунок, выглядевший на стекле подобно гравюре, светлым по тёмному полю, а с оборотной стороны прозрачного стекла кажущийся выпуклым, рельефным.
Античные мастера применяли технику резьбы по стеклу, аналогичную резьбе по горному хрусталю и твёрдому камню, в которой они особенно преуспели при изготовлении гемм — инталий (с углублённым рисунком) и камей (с выпуклым рисунком). Самые известные произведения античного резного стекла (но не гравировки) — рейнские диатреты и Портлендская ваза. Верхний слой стекла с «нацветом» Портлендской вазы местами снят в технике «à la cameo» медным вращающимся колесом с абразивом.

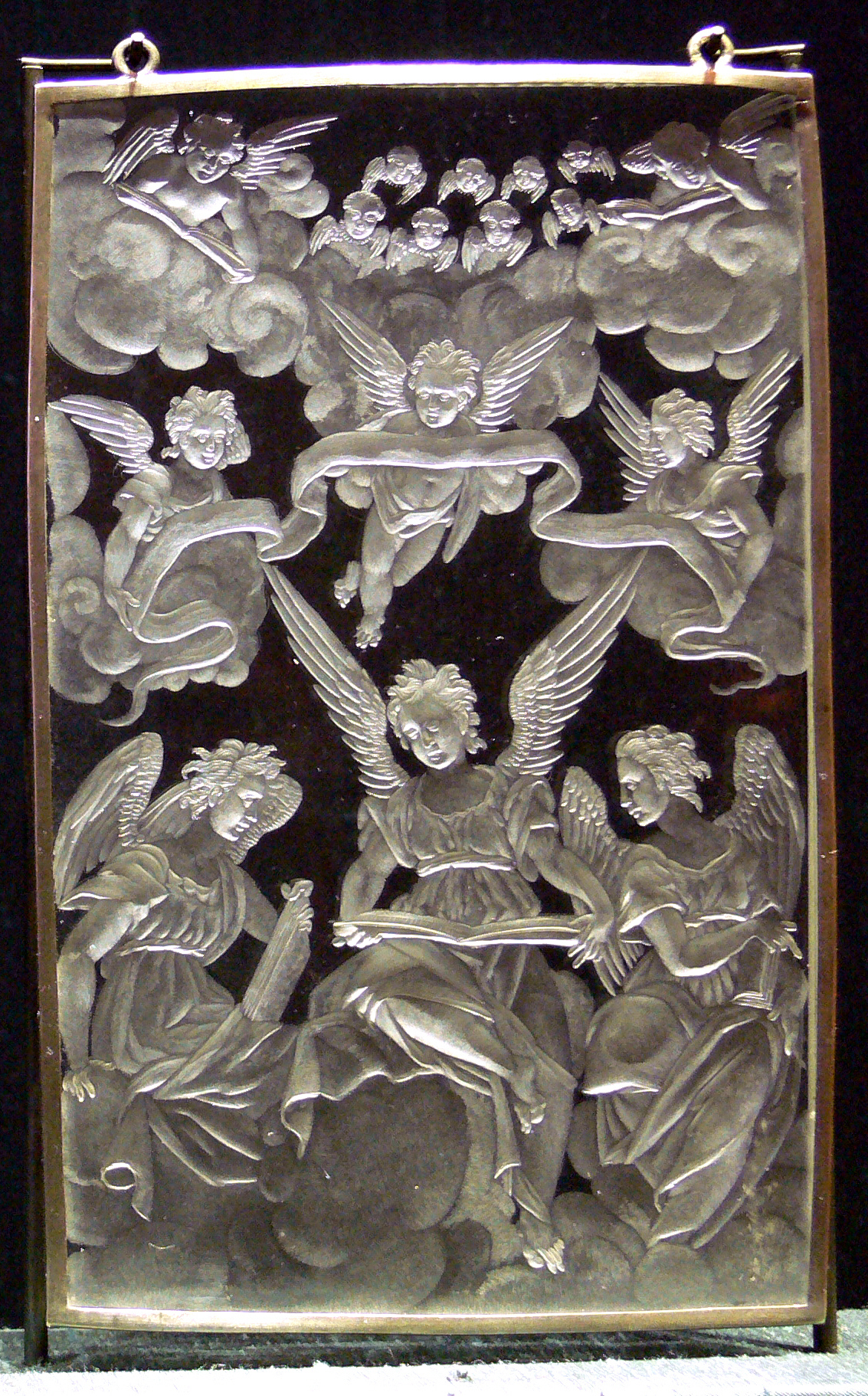
Каспар Леман. Плакетка «Поющие ангелы». 1586—1588. Стекло, гравировка. Баварский национальный музей, Мюнхен

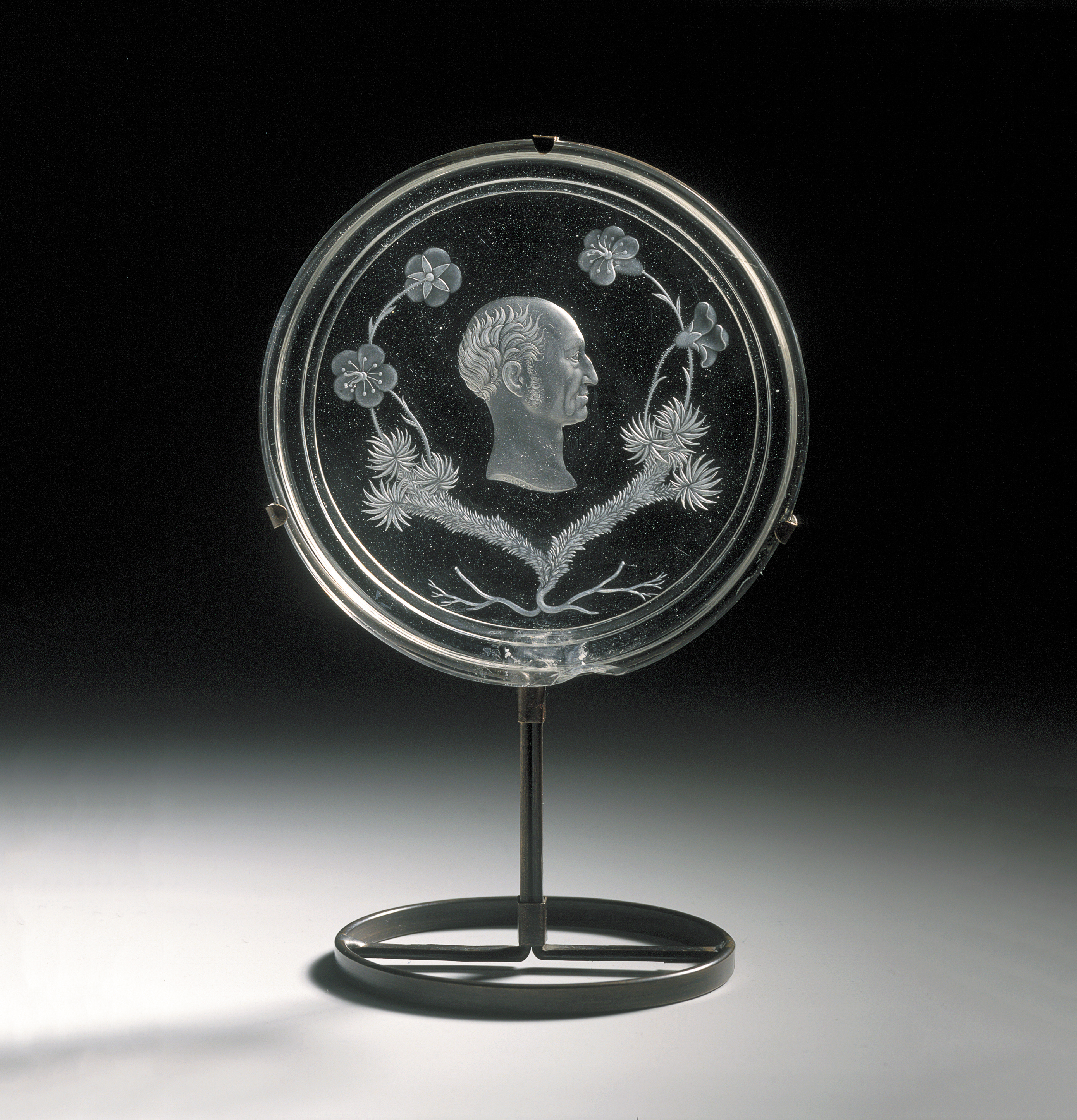
Д. Биман. Медальон с профильным портретом К. Марии, графа Штернберка. 1830. Хрусталь, гравировка. Художественно-промышленный музей, Прага

Выдающимися художниками гравировки по стеклу были мастера богемского хрусталя XVII—XVIII веков. Один из самых известных мастеров — нюрнбергский гравёр, ювелир и резчик по камню Каспар Леман (1570—1622). С 1588 года мастер работал при дворе императора Рудольфа II в Праге. Он сочетал крупные «алмазные грани» с тончайшей гравировкой. В 1606—1608 годах Леман работал в Саксонии, в Дрездене. Гравировку стекла на вращающемся круге (англ. wheel engraving; не путать с «алмазной гранью») использовали английские мастера.
Другая техника называется «алмазным пунктированием» (точечным рисунком). В этой технике используется стальной пуансон с алмазным (в новое время — победитовым) наконечником. Лёгкими ударами молотка по пунсону (или деликатным постукиванием) по поверхности стекла создаются мельчайшие точки-сколы, образующие требуемый рисунок. Виртуозами этого способа декорирования стеклянных изделий (англ. diamond-points) были голландские и английские мастера XVII—XVIII веков. Такая техника похожа на пунктир в гравюре по металлу. Гравировка на стекле получила также развитие в Силезии и в России эпохи петровского барокко первой четверти XVIII века.
В 1704 году в ходе Северной войны, на отвоёванных у шведов приневских землях, в Ямбурге (в 120 км к юго-западу от Санкт-Петербурга) указом Петра I был основан Ямбургский стеклянный завод. Завод был призван удовлетворить потребности двора в стеклянной посуде, прежде всего в царственных кубках, подобных голландским и богемским. В России подобные кубки получили название «петровских». Они одинаково типичны для чешского, немецкого и «русского, или петровского, барокко» первой четверти XVIII века. Кубки украшали матовой гравировкой и алмазным пунктированием (подобно голландским) — эмблемами, гербами с двуглавыми орлами, портретами, изображениями кораблей российского флота с девизами, например: «Виватъ царь Петръ Алексеевичъ».
Гравировку в 1713—1723 годах выполняли немецкий мастер Йоханн (Яган) Меннарт и два русских ученика. Особенно знаменит известный ныне лишь по литературным описаниям огромный «Кубок большого орла», который царь шутки ради наполнял до верха водкой и предлагал выпить до дна иностранным посланникам. Те, не смея отказаться, после этого валились под стол. В петергофском дворце Монплезир хранится стеклянный кубок ёмкостью 1 литр 125 граммов. Он украшен рисунком в технике травления и награвированной латинской надписью: «Tandem bona causa triumphat» («Доброе дело всегда побеждает»).
С 1730-х годов гравировку дополняли чернением, позолотой и росписью цветными эмалями. Кроме кубков, стаканов и стоп на Ямбургском заводе делали фонари для кораблей, зеркала и оконные стёкла. Помимо Императорского стеклянного завода стеклянные изделия с гравировкой и алмазной гранью выпускали на частных стекольных заводах, в том числе «заводчиков» Мальцо́вых-Нечаевых. В 1756 году Аким Васильевич Мальцов (?-1788) основал стекольный завод во Владимирской губернии, в районе Мещерских лесов, к востоку от Москвы, на речке Гусь (городок получил название Гусь-Хрустальный). Иван Акимович Мальцов (1768—1835) построил несколько заводов в Касимовском уезде Рязанской губернии. Во владении Сергея Ивановича Мальцова (1809—1893) находился основанный в 1796 году Дятьковский хрустальный завод Брянского уезда Орловской губернии. Изделия этих заводов славились «купеческой» алмазной гранью, отсюда название «мальцовская грань», однако гравировка в XIX веке выходила из моды и к концу столетия практически не употреблялась.